# Nicolae Roșca (jurist)
Nicolae Roșca (n. 10 august 1962, Rădeni, raionul Călărași, RSS Moldovenească, URSS) este un jurist și avocat din Republica Moldova, membru și fost președinte al Curții Constituționale a Republicii Moldova.

## Studii
Roșca a frecventat Facultatea de Drept a Universității din București, terminând studiile în 1992. A devenit doctor în drept în 2006 la Universitatea de Stat din Moldova.

## Activitate profesională
Din 1992 până la mandatul de judecător al Curții Constituționale în 2019, a fost lector, lector superior, conferențiar universitar  la Facultatea de drept a Universității de Stat din Moldova, în perioada 2010-2019 fiind de asemenea șef catedră și șef Departament Drept Privat la Facultatea de Drept a Universității de Stat din Moldova.
Din 1993 a fost avocat, membru al Uniunii avocaților din Republica Moldova. În 2005-2006 a fost membru al Comisiei de licențiere a avocaților, în 2007-2012 membru al consiliului științific consultativ de pe lângă Curtea Supremă de Justiție, în 2010-2014 președinte al Colegiului disciplinar al judecătorilor, iar în 2014-2016 membru al Comisiei de certificare de pe lângă Ministerul Finanțelor. A fost membru al grupului de lucru pentru elaborarea Codului civil, a Legii cu privire la cadastrul bunurilor imobile, Legii cu privire la societățile cu răspundere limitată, Legii apelor.
În 2017-2019, el a fost avocatul politicianei Maia Sandu, care ulterior a devenit președinte al Republicii Moldova, dar și membru al partidului fondat de aceasta – Partidul Acțiune și Solidaritate.
Nicolae Roșca este autor și coautor a peste 75 de publicații didactice și științifice, printre care:
- „Dreptul afacerilor”
- „Constituirea societăților comerciale în Republica Moldova”
- „Instituția falimentului în legislația Republicii Moldova”
- „Drept civil. Partea generală. Persoana fizică. Persoana juridică”
- „Drept civil. Drepturi reale principale”
- „Comentariu la Codul civil”
- „Comentariu la Legea cu privire la societățile cu răspundere limitată”

### Judecător la Curtea Constituțională
Prin hotărâre de guvern, Nicolae Roșca a fost numit în funcția de judecător al Curții Constituționale la 15 august 2019. A devenit președinte al Curții la 25 aprilie 2023, succedând-o în această funcție pe Domnica Manole. A demisionat la 9 noiembrie 2023.